# Гонсалес, Панчо (футболист)
Сезар Эктор Гонсалес (или Панчо Гонсалес) (исп. César Héctor Gonzalez; 7 декабря 1926, Боливар, Буэнос-Айрес — 5 марта 2016, Ницца) — аргентинский футболист, тренер.

## Карьера
Начинал свою карьеру в «Бока Хуниорс». В 1951 году футболист перебрался во Франции, где он провел оставшуюся часть карьеры. Прославился благодаря выступлениям за «Ниццу», в составе которой Гонсалес становился чемпионом страны. Уже будучи тренером он вернул эту команду в элиту. Позднее специалист долгое время работал в Африке. Там он возглавлял сборные Габона, Кот-д’Ивуара и марокканский «Видад». В 1986 году вместе с ивуарийцами Гонсалес завоевал бронзу на Кубке африканских наций в Египте.
С июля 1983 по июль 1984 гг. являлся техническим консультантом корейского клуба «Дэу Ройялс».
До последних дней Панчо Гонсалес оставался жить в Ницце. Он скончался 5 марта 2016 года на 90-м году.

## Достижения

### Футболиста
- Чемпион Франции (3): 1951/52, 1955/56, 1958/59.
- Обладатель Кубка Франции (2): 1951/52, 1953/54.
- Финалист Суперкубка Франции (2): 1956, 1959.
- Финалист Латинского кубка (1): 1952.

### Тренера
- Бронзовый призер Кубка африканских наций (1): 1986.
- Победитель Чемпионата Франции (Лига 2) (1): 1964/65.